# Vivian Campbell
Vivian Patrick Campbell, född 25 augusti 1962 i Belfast i Nordirland, är en irländsk rockgitarrist som spelar i Def Leppard, och tidigare i Sweet Savage, Dio och Whitesnake.